# 貝爾特拉米 (明尼蘇達州)
貝爾特拉米（英語：Beltrami）是一個位於美國明尼蘇達州波爾克縣的城市。

## 人口
根據2020年美國人口普查的數據，貝爾特拉米的面積為5.18平方千米，皆為陸地。當地共有人口88人，而人口密度為每平方千米17人。